# رحمة اليونسية
رحمة اليونسية (حسب هجاء فان أوفويسن:ElJoenoesijah Rahmah) (26 أكتوبر 1900 - 26 فبراير 1969) كانت سياسية من الهند الشرقية الهولندية وإندونيسية، ومعلمة وناشطة في مجال تعليم المرأة. ولدت في عائلة بارزة من العلماء المسلمين، وأجبرت على ترك المدرسة من أجل الزواج عندما كانت في سن المراهقة. وبعد سنوات قليلة من الزواج، حصلت اليونسية على الطلاق وعادت إلى تعليمها.
في عام 1923، أسست دينية بوتري، أول مدرسة إسلامية معروفة للفتيات في جزر الهند. ومع نمو المدرسة وتأسيسها، ساعدت اليونسية في تأسيس ثلاث مدارس أخرى للنساء والفتيات بالإضافة إلى معهد لتدريب المعلمين. سجنت الناشطة الإسلامية اليونسية من قبل السلطات الهولندية قبل استقلال إندونيسيا. في عام 1955، أصبحت واحدة من أوائل النساء اللاتي قد انتخبن لعضوية المجلس الاستشاري الشعبي لإندونيسيا المستقلة كعضو في حزب ماشومي. توفيت عن عمر يناهز 68 عامًا عام 1969 في مسقط رأسها، بادانغ.

## الحياة المبكرة
ولدت اليونسية في 26 أكتوبر 1900 في بوكيت سورونجان، بادانغ، سومطرة الغربية، جزر الهند الشرقية الهولندية. كانت أصغر أبناء عائلة مينانجكاباو التي تنتمي إلى نخبة العلماء؛ كان والدها قاضيًا معروفًا اسمه محمد يونس بن إيمان الدين وأمها اسمها رفيعة. وكان جدها الشيخ عماد الدين أيضًا عالمًا إسلاميًا معروفًا وعالم فلك وزعيم الفرع المحلي للطريقة النقشبندية. على الرغم من أنها بدأت تتلقى دروسًا إسلامية أساسية من والدها، لكنه توفي عندما كانت في السادسة من عمرها فقط. بعد ذلك بدأت تتلقى التعليم على يد بعض طلاب والدها السابقين، وتعلمت القراءة والكتابة. كما تلقت بعض التدريب في مجال القبالة في مستشفى محلي.

### زواجها
رتبت عائلتها زواجها من عالم يدعى بهاء الدين لطيف في عام 1916، بينما كانت ما تزال طالبة في بادانغ، وطُلب منها ترك المدرسة. ومع ذلك، واصلت دراسة الإسلام في حلقات دراسية خاصة ابتداءً من عام 1918. وفي عام 1922، تزوج زوجها من زوجتين أخريين، وحصلت اليونسية على الطلاق قبل أن تعود إلى تعليمها؛ ولم يكن لديهما أي أطفال أثناء زواجهما.

## النشاط التربوي والقيادة
كانت عائلة اليونسية منخرطة لفترة طويلة في التعليم الإسلامي في غرب سومطرة، وفي عام 1915 أسس شقيقها زين الدين لباي اليونسي مدرسة ديناية؛ وتتلمذت رحمة هناك. بعد عودتها للدراسة هناك عندما انتهى زواجها عام 1922، قادت جلسات دراسية بين الفتيات خارج الفصل. تأثرت دائرة الدراسة هذه بـ أماي سيتيا من روهانا كودوس. وكان يطلق عليها جمعية المرأة والفتاة.

### دينية بوتري
لم تكن اليونسية راضية عن مستوى التعليم الإسلامي للفتيات في المدارس التي يمكنهم الالتحاق بها، فضلًا عن الديناميكيات الاجتماعية التي منعتهم من الوصول الكامل إلى التعليم في المدارس المختلطة بين الجنسين. تشاورت مع العلماء المحليين، وبدعم من شقيقها زين الدين ودائرتها الدراسية، افتتحت مدرسة مخصصة للفتيات في نوفمبر 1923. كانت هذه المدرسة، الواقعة في بادانغ، تسمى مدرسة دينية بوتري؛ ويعتقد عمومًا أنها أول مدرسة دينية إسلامية في البلاد للفتيات الصغيرات.
في البداية، لم يكن للمدرسة مبنى خاص بها وكانت تعمل خارج المسجد، حيث كانت المعلمة الرئيسية. تألفت المجموعة الأولية من الطلاب من 71 امرأة، معظمهن من ربات البيوت الشابات من المنطقة المحيطة؛ يتألف المنهج من التعليم الإسلامي الأساسي، وقواعد اللغة العربية، وبعض المدارس الأوروبية الحديثة، والحرف اليدوية. لم يكن وجود مدرسة حديثة للبنات مقبولًا بشكل كامل في المجتمع، وواجهت بعض العداء والانتقادات. اليونسية، وهي امرأة شديدة التدين، تعتقد أن الإسلام يطالب بدور مركزي للمرأة وتعليم المرأة.
وفي عام 1924، بني فصل دراسي دائم للمدرسة في منزل محلي. وفي نفس العام توفي شقيقها زين الدين. وعلى الرغم من المخاوف من أن فقدان كفالته سيعني نهاية المدرسة، واصلت اليونسية جهودها. بدأت اليونسية أيضًا برنامجًا تكميليًا للنساء الأكبر سنًا اللاتي لم يتلقين تعليمًا مناسبًا، على الرغم من توقفه بعد أن دمرت زلازل بادانغ بانغانغ عام 1926 مبنى مدرسة دينية. اجتمعت الفصول الدراسية في مبانٍ مؤقتة لعدة سنوات، وعرضت عليها المحمدية تولي إدارة المدرسة والمساعدة في إعادة تأسيسها؛ قررت عدم قبول العرض. قامت بجولة واسعة في جزر الهند لجمع الأموال وبُني وأُفتتح مبنى دائم جديد في عام 1928. كانت الشخصية القومية راسونا سعيد طالبة في مدرسة دنيا المختلطة بين الجنسين، وأصبحت معلمة مساعدة في مدرسة البنات عام 1923. قامت سعيد بدمج السياسة بشكل واضح في مقرراتها الدراسية، ما تسبب في خلاف مع اليونسية. تركت سعيد المدرسة متجهة إلى بادانغ في عام 1930.